# Ortolani (cognome)
Ortolani è un cognome di lingua italiana.

## Varianti
Dall'Orto, Dell'Orto, Orta, Ortale, Ortani, Ortano, Ortensi, Ortensio, Ortenzi, Ortenzio, Ortes, Ortese, Ortesi, Orti, Orto, Ortolan, Tensi, Tenzi.

## Origine e diffusione
Il cognome è panitaliano.
Potrebbe derivare dal termine orto, dal latino hortus, e dai mestieri relativi, o da un toponimo, quale Orte. L'etimo è affine a quelli di Corte e Giardino.
Le varianti Ortes e Ortolan sono venete; Ortani, Ortesi e Ortenzi sono centro-meridionali; Tensi è lombardo; Tenzi è toscano.

## Persone
- Leo Ortolani, propr. Leonardo (1967) – fumettista italiano
- Maria Chiara Ortolani (1997) – cestista italiana
- Marino Ortolani (1904-1983) – medico italiano